# Lacroix-Saint-Ouen
Lacroix-Saint-Ouen (auch: La Croix-Saint-Ouen) ist eine französische Gemeinde mit 5.175 Einwohnern (Stand: 1. Januar 2022) im Département Oise in der Region Hauts-de-France. Sie gehört zum Arrondissement Compiègne und zum Kanton Compiègne-2. Die Einwohner werden Croisés Saint-Audoniens genannt.

## Geografie
Die Gemeinde Lacroix-Saint-Ouen liegt fünf Kilometer südlich von Compiègne am Fluss Oise, in den hier sein Zufluss Planchettes einmündet. Umgeben wird Lacroix-Saint-Ouen von den Nachbargemeinden Compiègne im Norden, Saint-Jean-aux-Bois im Osten, Saint-Sauveur im Süden, Verberie im Südwesten, Le Meux im Westen sowie Armancourt und Jaux im Nordwesten. Durch die Gemeinde führt die frühere Route nationale 32.

## Geschichte
Der Ort soll von Dagobert I. um das damalige Kloster gegründet worden sein. Der Heilige Ouen hatte das Kloster in der ersten Hälfte des 7. Jahrhunderts mit dem Namen Sainte-Croix errichtet und benannt. 893 wurde es Teil der Klostergüter der Abtei Saint-Médard in Soissons.

### Bevölkerungsentwicklung
| Jahr      | 1962 | 1968 | 1975 | 1982 | 1990 | 1999 | 2006 | 2013 | 2021 |
| Einwohner | 2330 | 2558 | 3203 | 3475 | 3754 | 4233 | 4427 | 4334 | 4978 |

## Sehenswürdigkeiten
- Kirche Saint-Ouen mit Kolumbarium
- Schloss Prat
- Brücke über die Oise aus dem Jahr 1846, 1949 wiedererrichtet

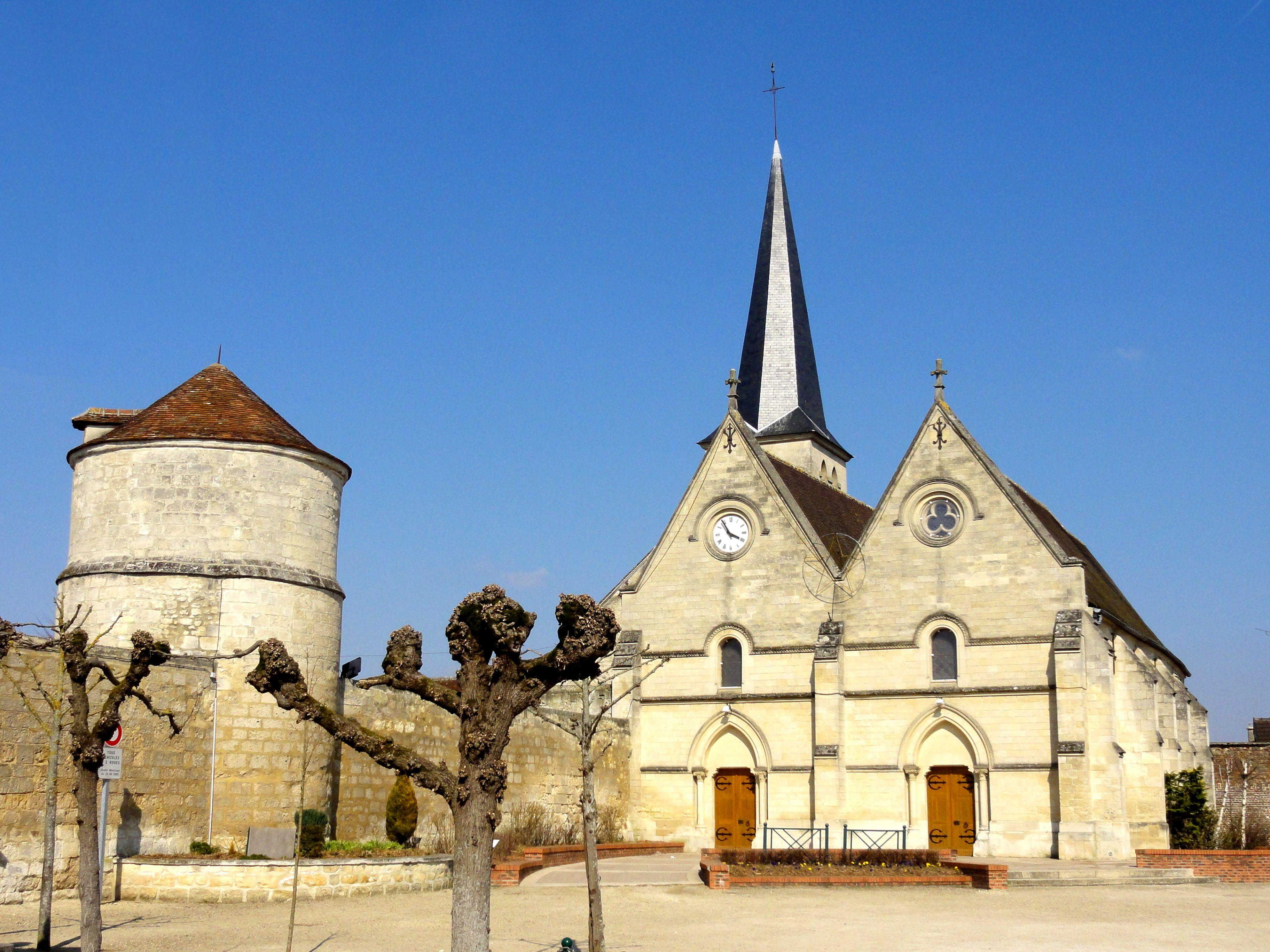
Kirche Saint-Ouen
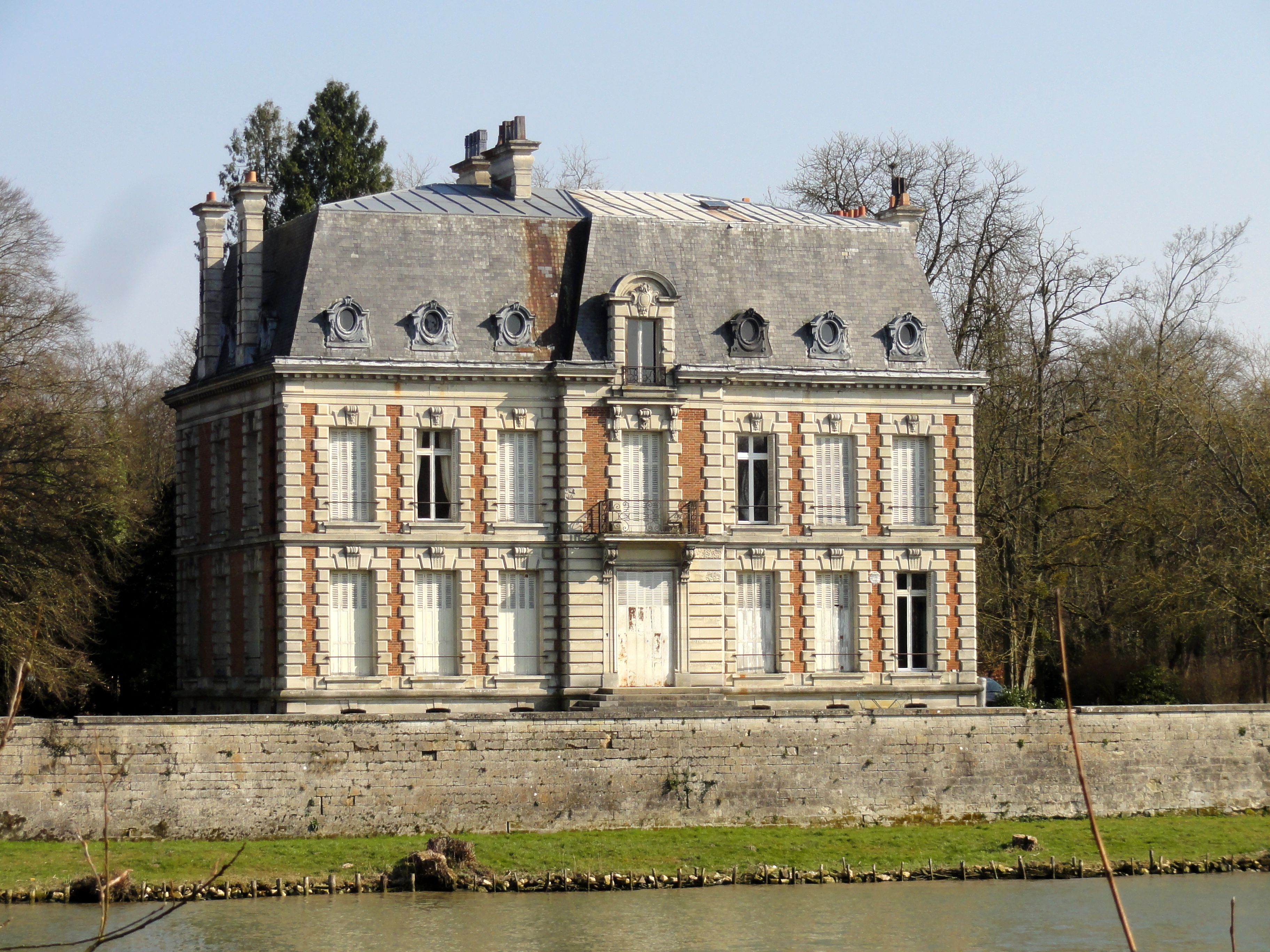
Schloss Prat
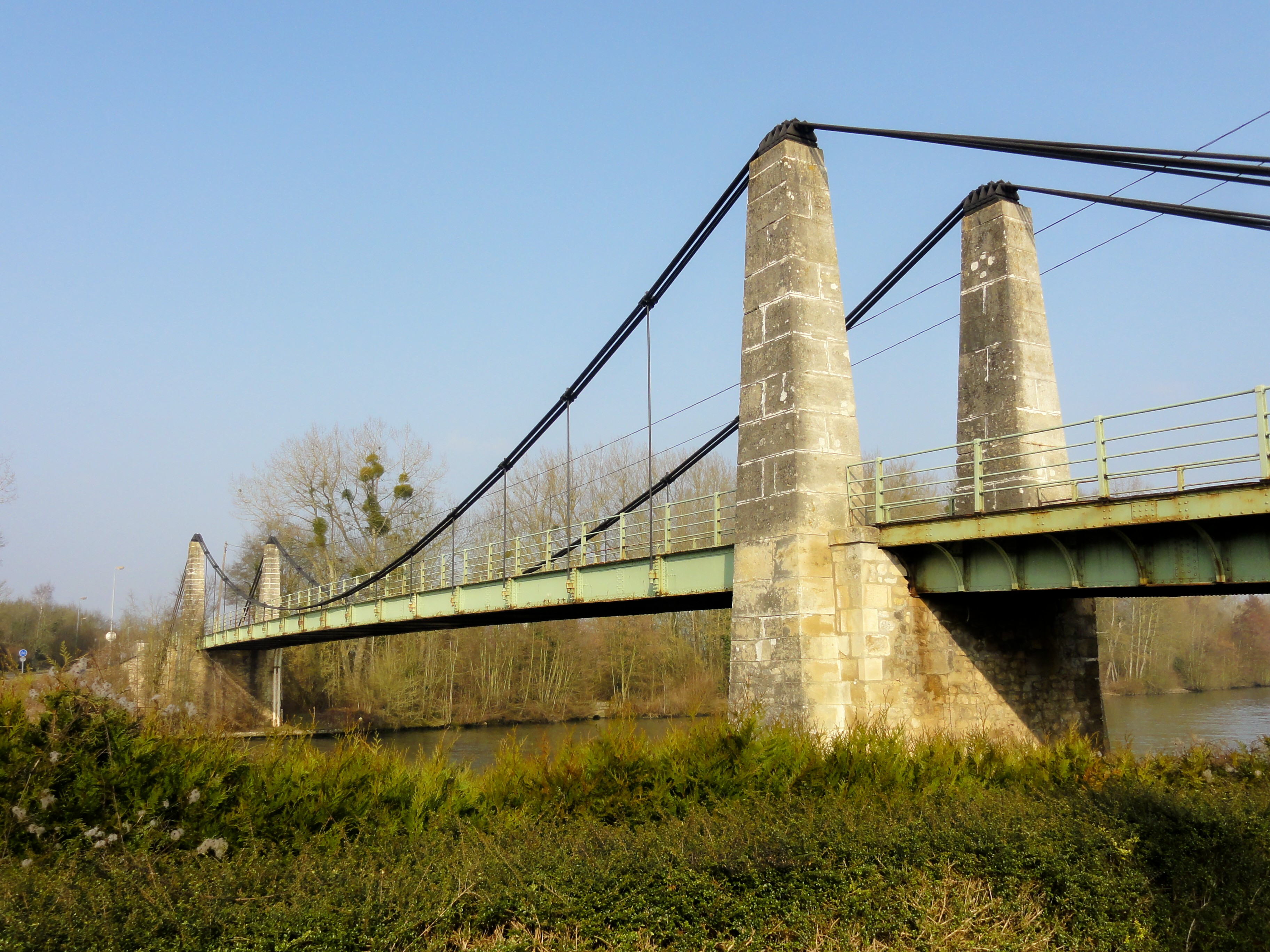
Brücke über die Oise

## Gemeindepartnerschaft
Mit der deutschen Gemeinde Losheim am See im Saarland besteht seit 1998 eine Partnerschaft.

## Persönlichkeiten
- Ouen (etwa 600/603–686), Heiliger, Begründer eines Klosters (heute nicht mehr vorhanden) in der heutigen Ortschaft